# Ragnvald I. (Isle of Man)

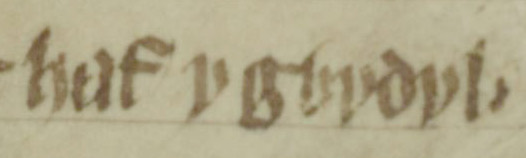
Ragnvalds Name auf einer mittelalterlichen Urkunde

Ragnvald Godfreyson (auch Rögnvaldr, Reginald, Ragnall, Ranald oder Ragnald) (* um 1160; † 14. April 1229 bei Tynwald) war ein König der Isle of Man.

## Herkunft und Thronbesteigung
Ragnvald entstammte dem ursprünglich skandinavischen Geschlecht der Godfreysons. Seine genaue Herkunft ist unklar. Er war der älteste, jedoch uneheliche Sohn von König Gottfried V. Nach einem später zu seinen Ehren geschriebenen Gedicht hieß seine Mutter Sadb und stammte vermutlich aus Irland. Sein Vater stand als König der Isle of Man unter der Oberhoheit der norwegischen Könige. Zu seinem Reich gehörten neben Man die Inseln der Äußeren Hebriden, mit deren Verwaltung Ragnvald von seinem Vater betraut worden war. König Gottfried wollte seinen Thron aber seinem ehelichen, jedoch jüngeren Sohn Olaf vererben. Als er 1187 starb, befand sich Ragnvald nicht auf Man. Die Bewohner von Man boten ihm aber die Krone an, da er ihnen als geachteter Krieger als der bessere Herrscher als der noch junge Olaf schien. Da auch im nordisch geprägten Man gegen Ende des 12. Jahrhunderts die vorrangige Erbfolge von ehelichen Söhnen allgemein akzeptiert war, hatte Ragnvald wohl zunächst nur als Vormund die Regentschaft für Olaf übernommen. Schließlich beanspruchte er selbst die Krone, doch der musste Olaf die Herrschaft über die nordschottische Insel Lewis überlassen, die jedoch unter seiner Oberherrschaft blieb.

## Bündnis mit Rhodri ab Owain
Ragnvald verheiratete eine seiner Töchter, deren Name nicht überliefert ist, mit Rhodri ab Owain, dem Fürsten des walisischen Fürstentums Gwynedd. Mit militärischer Unterstützung durch Ragnvald konnte Rhodri während der Machtkämpfe in Gwynedd 1193 die Insel Anglesey erobern. Er wurde jedoch wenig später besiegt und starb 1195. Nach seinem Tod versuchte Ragnvald vergeblich, seine Tochter mit Rhodris Neffen Llywelyn ab Iorwerth zu verheiraten.

## Verhältnis zum schottischen König Wilhelm I.
Der schottische König Wilhelm der Löwe ernannte im Konflikt mit dem nordschottischen Magnaten Harald Maddadsson, Earl of Caithness, vermutlich 1198 Ragnvald zum Earl of Caithness. Möglicherweise war der schottische König über Roland of Galloway mit dessen Cousin Ragnvald in Kontakt gekommen. Ragnvald versprach dem schottischen König als Earl of Caithness die Zahlung eines jährlichen Tributs. Er sammelte auf den westschottischen Inseln, auf Kintyre und in Irland eine Armee, mit der er Caithness eroberte. Harald Maddadsson zog sich auf die ebenfalls unter seiner Herrschaft stehenden Orkneys zurück. Ragnvald ließ drei Verwalter in Caithness zurück, doch diese konnten sich nach seiner Rückkehr nach Man nicht gegen Harald Maddadsson behaupten. 1202 unterwarf sich Harald Madadssson dem schottischen König und erhielt damit wohl Caithness offiziell zurück. Um 1208 nahm Ragnvald seinen Bruder Olaf gefangen, nachdem dieser gegen ihn rebelliert hatte. Warum er Olaf nicht nach traditionellen Brauch verstümmelte, ist unklar. Vielleicht konnte er so ein Abkommen mit dem schottischen König schließen, dem er Ragnvald als Gefangenen übergab. Bis zum Tod des Königs 1214 blieb Olaf in schottischer Gefangenschaft.

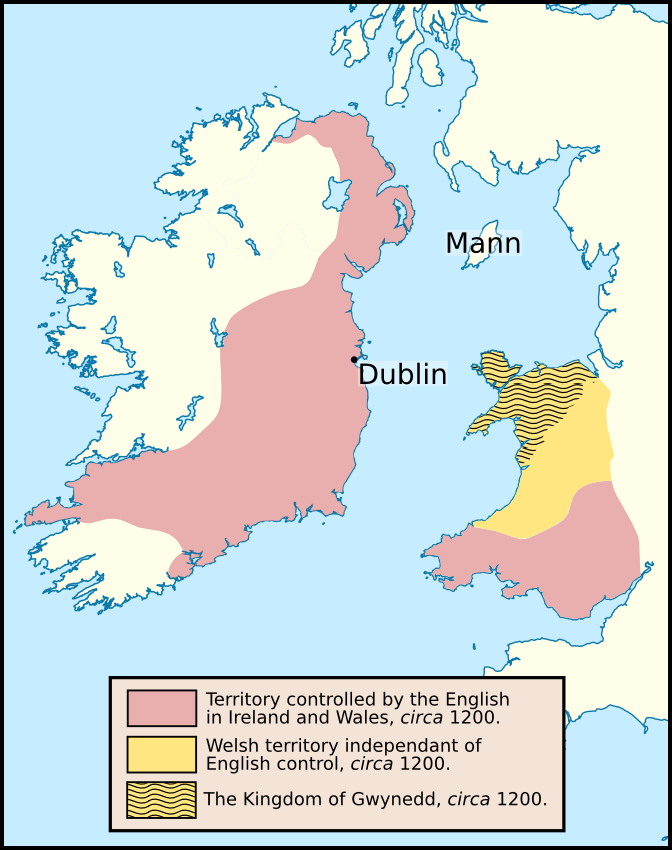
Man und die umgebenden Reiche zur Zeit von Ragnald I.

## Verwicklung in Machtkämpfe in Irland und Verhältnis zu Norwegen

Man und das Königreich der Inseln um 1200. Lila die zum Königreich Man gehörigen Inseln, gelb die Gebiete, die von den Nachfahren Somerleds beherrscht wurden.

1204 wurde der anglo-irische Baron John de Courcy von Hugh de Lacy aus dem nordirischen Ulster vertrieben. Courcy suchte bei seinem Schwager Ragnvald auf Man Zuflucht. Im folgenden Jahr versuchten Ragnvald und Courcy erfolglos, Ulster zurückzuerobern. Ihre Streitmacht wurde von Walter de Lacy geschlagen. Im Februar 1205 erhielt Ragnvald vom englischen König Johann Ohneland freies Geleit für eine Reise nach England. Für den englischen König hatte Man wegen seiner Lage zwischen England und Irland hohe strategische Bedeutung, und er versuchte deshalb seinen Einfluss in der Region auszubauen. Ragnvald reiste nach England, wo er König Johann Ohneland huldigte. Zum Dank für seine Dienste erhielt Ragnvald Besitzungen in Lancashire als Lehen.
Infolge des Baglerkriegs in Norwegen führten einige führende Birkebeiner ab 1209 einen Raubzug nach den westschottischen Inseln. Sie plünderten Iona Abbey und besetzten 1210 die Isle of Man, wo sie Ragnvald und seinen Sohn Godred Don zur Unterwerfung zwangen. Ragnvald musste zusammen mit seinem Sohn nach Norwegen reisen und dort König Inge als seinem Oberherrn die Treue schwören und Tribut zahlen. Während Ragnvald in Norwegen war, unternahm der englische König Johann gegen die rebellierenden Barone Hugh de Lacy und William Braose einen Feldzug nach Irland. Braoses Familie flüchtete von Irland kurzzeitig nach Man. Daraufhin sandte Johann eine Flotte unter dem Kommando von Falkes de Bréauté nach Man, die die Insel plünderte und Geiseln nahm. Im Mai 1212 huldigte Ragnvald erneut König Johann in Lambeth, der ihm daraufhin Ländereien von einer Knight’s fee bei Carlingford im irischen Louth als Lehen gab. Dazu forderte der König seine Beamten auf, Ragnvald im Kampf gegen seine Gegner zu unterstützen. Möglicherweise sollte Ragnvald im Auftrag des englischen Königs auch den Seeweg zwischen Irland und Schottland sperren, wo mit irischer Unterstützung Guthred Macwilliam gegen den schottischen König rebellierte. Im im Februar 1212 geschlossenen Vertrag von Durham hatten sich der schottische und der englische König gegenseitige Unterstützung zugesichert. 1214 verbot der König irischen Seefahrern, auf den Besitzungen von Ragnvald zu landen.
Während des Englisch-Schottischen Kriegs von 1215 bis 1217 stand Ragnvald wohl auf schottischer Seite. Nach dem Ende des Kriegs verlangte die englische Regierung 1218 Ragnvalds Unterwerfung und sicherten ihm freies Geleit zu, damit er zum englischen Königshof käme. Dort sollte er sich allerdings für die Ausschreitungen seiner Krieger während des Kriegs in Irland und England verantworten. Vor September 1219 kam Ragnvald tatsächlich nach England und huldigte dem neuen König Heinrich III. Zur selben Zeit trug er aber sein Reich dem Papst als Lehen an und erklärte, dass er sonst niemanden untertan sei. Dieses Angebot nahm Papst Honorius III. 1223 an und stellte Ragnvalds Reich unter seinen Schutz. Im Gegenzug zahlte Ragnvald ihm einen jährlichen Tribut von zwölf Mark. Im November 1220 berichtete Ragnvald an Heinrich III., dass der norwegische König Håkon IV. sein Reich bedrohe, worauf der König Geoffrey de Marisco, dem Justiciar of Ireland, befahl, Ragnvalds Reich gegen Angriffe der Norweger zu beschützen. Der englische König hatte damit erheblichen Einfluss auf die Isle auf Man gewonnen. Ragnvald hatte vermutlich kurz nach 1200 eine Verwandte von Ruairi , dem Lord von Argyll, geheiratet. Seitdem war er mit diesem verbündet. Auch um dieses Bündnis zwischen Ragnvald und seinem unbotmäßigen Vasallen zu brechen, führte der schottische König Alexander II. 1221 und 1222 zwei Feldzüge nach Argyll, die mit der Vertreibung von Ruairi endeten.

## Konflikt mit seinem Bruder Olaf dem Schwarzen
Ragnvald hatte seinem Bruder Olaf nach dessen Freilassung 1214 wieder die Insel Lewis überlassen und Olafs Heirat mit einer Tochter eines Adligen aus Kintyre arrangiert. Sie war eine Schwester von Ragnvalds eigener Frau. 1223 verstieß Ragnvalds Bruder Olaf seine Frau und heiratete stattdessen eine Tochter des nordschottischen Magnaten Ferchar von Ross. Ragnvalds Sohn Godred Don versuchte daraufhin, Olaf gefangen zu nehmen. Olaf nahm ihn aber selbst gefangen und ließ ihn blenden und verstümmeln. Im Sommer 1224 landete Olaf mit Ferchars Unterstützung bei Ronaldsway auf Man. Angesichts der Übermacht war Ragnvald gezwungen, sein Reich mit seinem Bruder zu teilen. Er durfte neben Man einige weitere kleinere Inseln sowie den Königstitel behalten, während Olaf die Herrschaft über Lewis und den weiteren nordschottischen Inseln übernahm. Nun verbündete sich Ragnvald mit dem schottischen Magnaten Alan, Lord of Galloway und versuchte, mit dessen Hilfe sein Reich zurückzuerobern. Dieses Bündnis mit dem bisherigen Rivalen aus Galloway entfremdete Ragnvald mit den Bewohnern der Isle of Man. 1225 musste er seinen Feldzug gegen Olaf abbrechen, weil die Bewohner von Man sich weigerten, gegen diesen zu kämpfen. Kurz danach verheiratete Ragnvald eine seiner Töchter mit Thomas, dem einzigen, aber unehelichen Sohn von Alan of Galloway. Daraufhin befürchteten die Bewohner von Man, dass die Insel an Galloway fallen würde. Sie rebellierten 1226 gegen Ragnvald und boten Olaf die Krone an, der daraufhin Man besetzte. Für die schottische Krone war der Streit zwischen Ragnvald und Olaf nun verwickelt. Während Ragnvald mit Alan, Lord of Galloway verbündet war, war Olaf der Schwiegersohn und ein Verbündeter von Ferchar von Ross. Beide waren aber loyale und bedeutende Vasallen des schottischen Königs. Ragnvald flüchtete aber nach England und bat dort König Heinrich III. um Unterstützung. Im April 1228 sicherte der englische König Olaf freies Geleit zu, damit er nach England käme, um sich mit Ragnvald auszusöhnen. Doch im selben Jahr, als Olaf nicht auf Man war, plünderte Ragnvald mit Hilfe einer Flotte aus Galloway die Insel. Daraufhin kehrte Olaf nach Man zurück und konnte Ragnvald und seine Unterstützer aus Galloway in die Flucht schlagen. Im folgenden Winter kehrte Ragnvald erneut unerwartet und mit Unterstützung aus Galloway nach Man zurück. Er konnte sich die Herrschaft über den südlichen Teil von Man sichern, während sich Olaf auf den nördlichen Teil der Insel zurückzog. Am 14. April 1229 kam es zwischen den Heeren der beiden Brüder bei Tynwald, der Thingstätte von Man, zur Schlacht, in der Ragnvald fiel.

## Nachfolge
Ragnvalds Leichnam wurden von den Mönchen des Priorats von Rushen nach Cumbria gebracht, wo Ragnvald noch zu seinen Lebzeiten Furness Abbey als sein Begräbnisort ausgesucht hatte. Er soll auch das Zisterzienserinnenpriorat St Mary's in Douglas auf Man gegründet haben. Er hinterließ mindestens einen ehelichen Sohn, Godred Don. Obwohl dieser 1223 von Olaf verstümmelt worden war, folgte er kurzzeitig seinem Vater als Herrscher von Man nach, ehe Olaf 1230 die Herrschaft übernahm. Da jedoch auch Alan of Galloway für seinen Sohn Thomas die Herrschaft über die Insel beanspruchte, kam es erneut zum Krieg.